# Zero Milestone

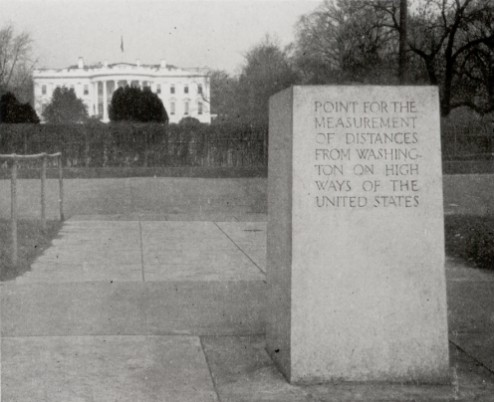
Zero Milestone, 1923. La face visible sur la photo est le côté Sud (voir détail inscription ci-dessous).

Le Zero Milestone est un monument marquant le kilomètre zéro à Washington, D.C.,  à partir duquel toutes les distances routières aux États-Unis devaient être calculées. Aujourd'hui, seules les routes de la région de Washington DC sont mesurées d'après lui. 
Le monument est situé juste au sud de la Maison-Blanche, sur le côté nord de l'Ellipse, dans le Parc du Président. Conçu par un architecte de Washington, Horace W. Peaslee, il s'agit d'un bloc de granite de Milford, d'environ 2 pieds de large et 4 pieds de haut. À son sommet se trouve une rose compas en bronze.   
Ses 4 faces sont gravées avec : 
- Au nord : « ZERO MILESTONE »
- A l'est : « STARTING POINT OF SECOND TRANSCONTINENTAL MOTOR CONVOY OVER THE BANKHEAD HIGHWAY, JUNE 14, 1920 »
- Au sud  « POINT FOR THE MEASUREMENT OF DISTANCES FROM WASHINGTON ON HIGHWAYS OF THE UNITED STATES »
- A l'ouest : « STARTING POINT OF FIRST TRANSCONTINENTAL MOTOR CONVOY OVER THE LINCOLN HIGHWAY, JULY 7, 1919 »

Le monument fut installé en 1923.